# Tiarella polyphylla
Tiarella polyphylla är en stenbräckeväxtart som beskrevs av David Don. Tiarella polyphylla ingår i släktet spetsmössor, och familjen stenbräckeväxter. Inga underarter finns listade i Catalogue of Life.

## Bildgalleri

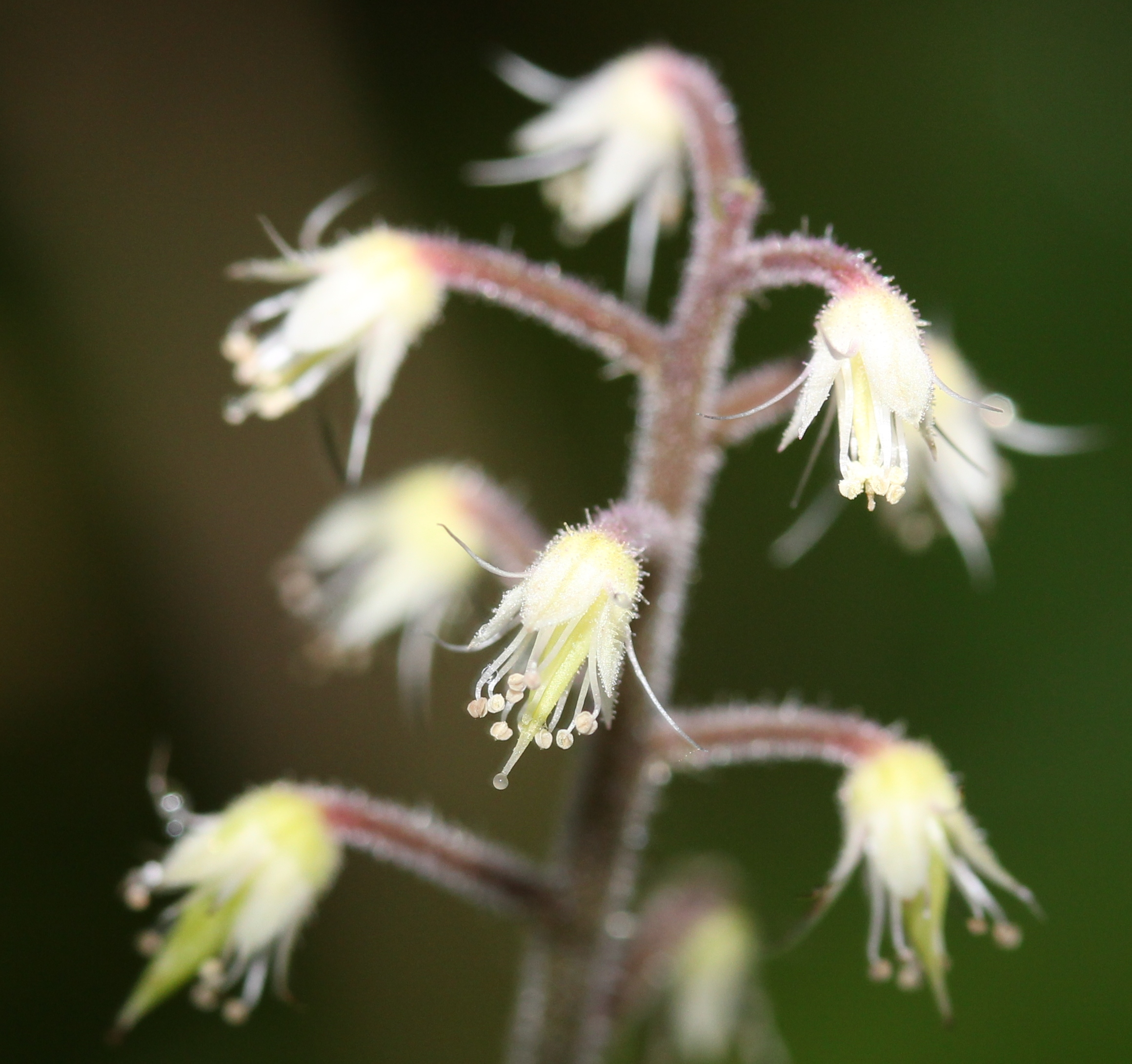
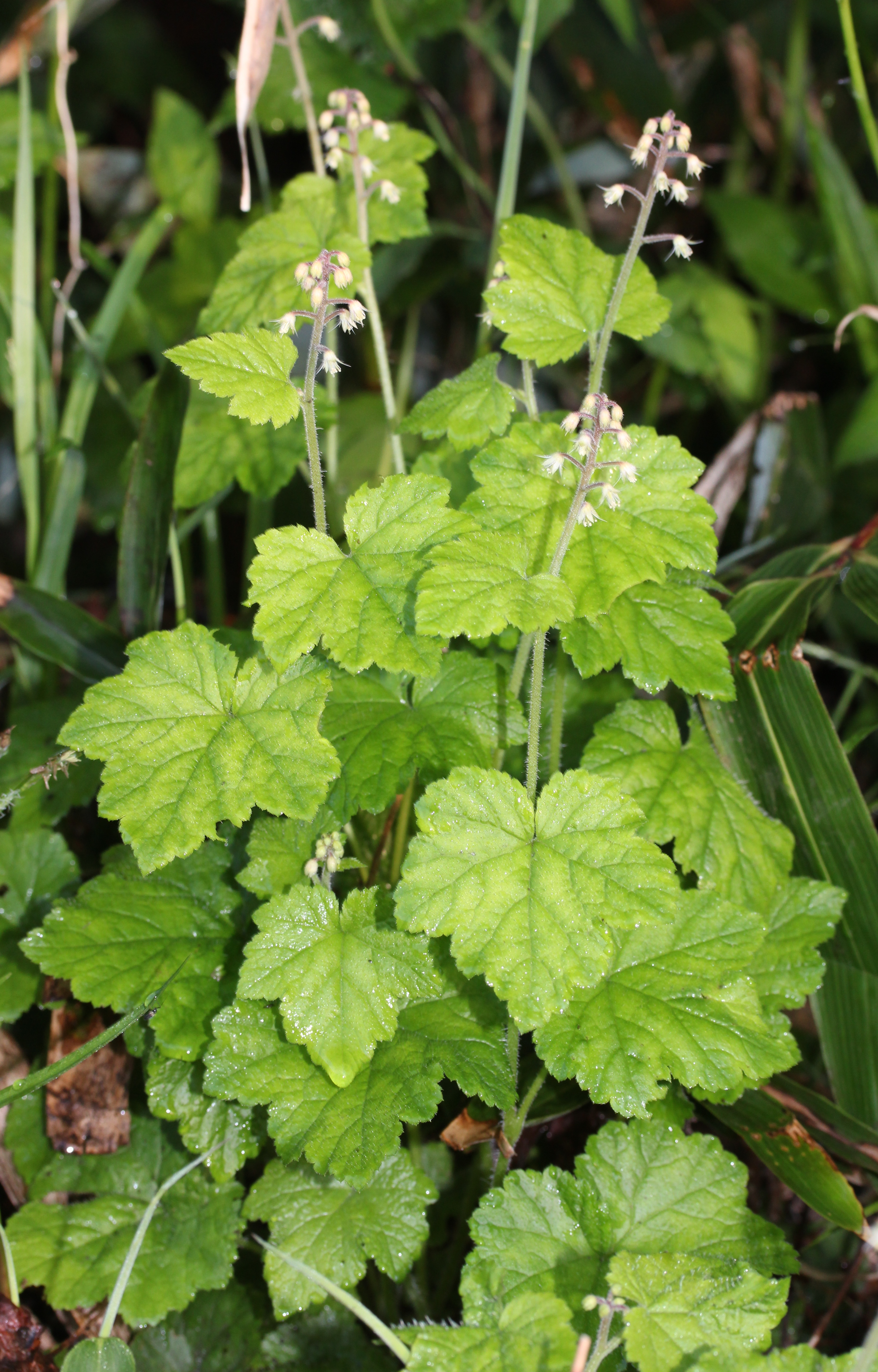
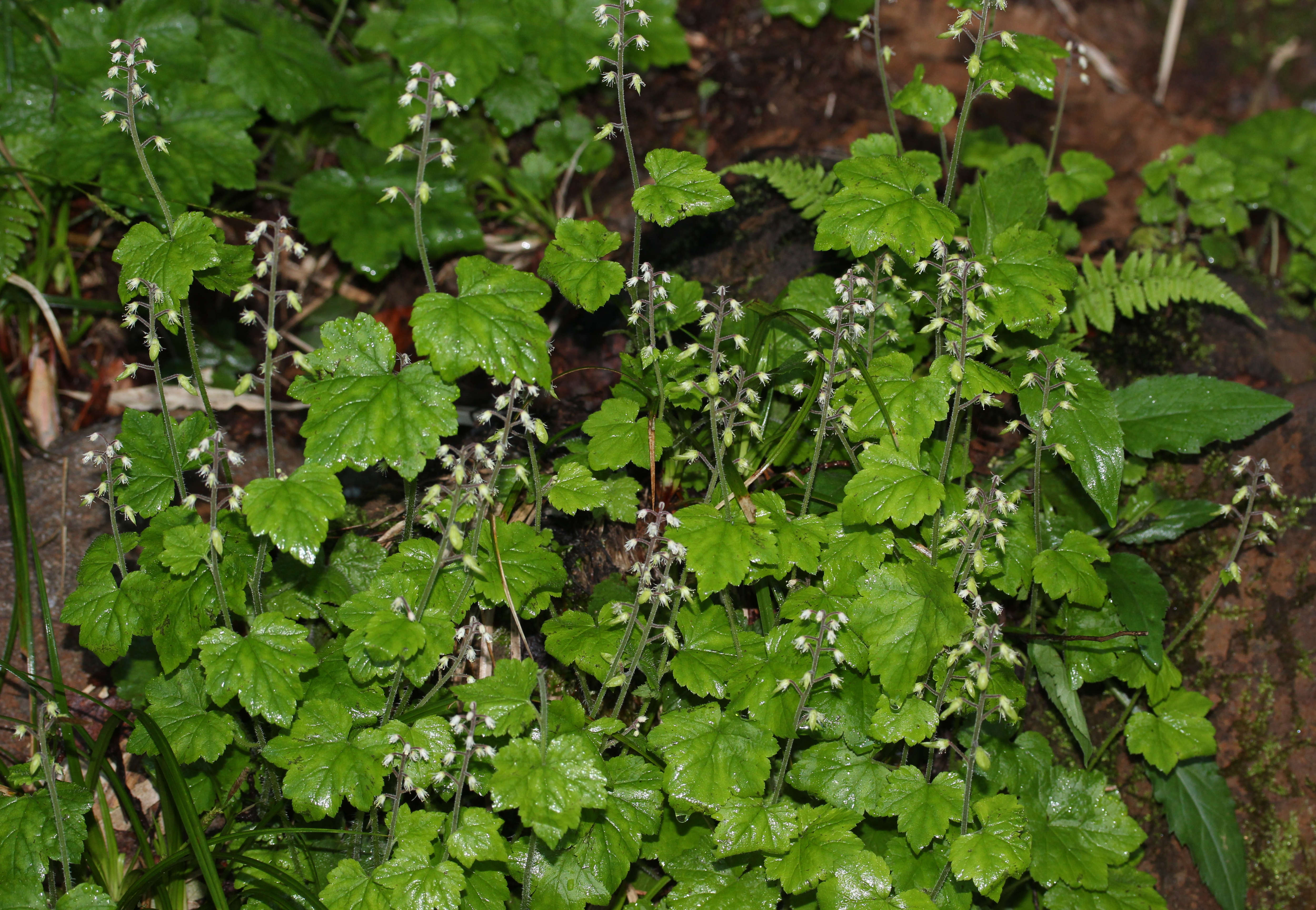
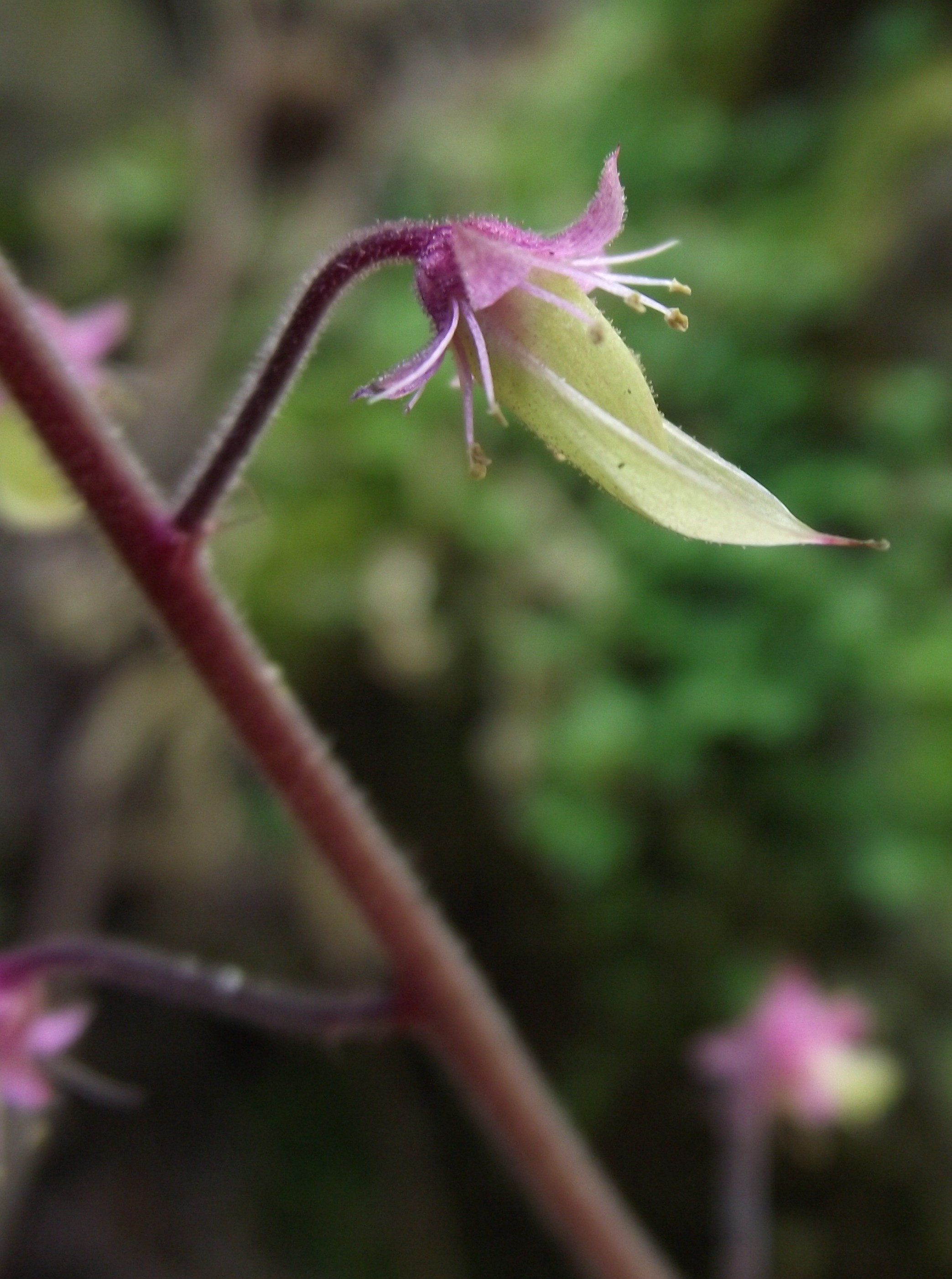